# Luc 24
 (avril 2024).
La mise en forme du texte ne suit pas les recommandations de Wikipédia : il faut le « wikifier ».
Les points d'amélioration suivants sont les cas les plus fréquents. Le détail des points à revoir est peut-être précisé sur la page de discussion.
- Les titres sont pré-formatés par le logiciel. Ils ne sont ni en capitales, ni en gras.
- Le texte ne doit pas être écrit en capitales (les noms de famille non plus), ni en gras, ni en italique, ni en « petit »…
- Le gras n'est utilisé que pour surligner le titre de l'article dans l'introduction, une seule fois.
- L'italique est rarement utilisé : mots en langue étrangère, titres d'œuvres, noms de bateaux, etc.
- Les citations ne sont pas en italique mais en corps de texte normal. Elles sont entourées par des guillemets français : « et ».
- Les listes à puces sont à éviter, des paragraphes rédigés étant largement préférés. Les tableaux sont à réserver à la présentation de données structurées (résultats, etc.).
- Les appels de note de bas de page (petits chiffres en exposant, introduits par l'outil «  Source ») sont à placer entre la fin de phrase et le point final[comme ça].
- Les liens internes (vers d'autres articles de Wikipédia) sont à choisir avec parcimonie. Créez des liens vers des articles approfondissant le sujet. Les termes génériques sans rapport avec le sujet sont à éviter, ainsi que les répétitions de liens vers un même terme.
- Les liens externes sont à placer uniquement dans une section « Liens externes », à la fin de l'article. Ces liens sont à choisir avec parcimonie suivant les règles définies. Si un lien sert de source à l'article, son insertion dans le texte est à faire par les notes de bas de page.
- La présentation des références doit suivre les conventions bibliographiques. Il est recommandé d'utiliser les modèles {{Ouvrage}}, {{Chapitre}}, {{Article}}, {{Lien web}} et/ou {{Bibliographie}}. Le mode d'édition visuel peut mettre en forme automatiquement les références.
- Insérer une infobox (cadre d'informations à droite) n'est pas obligatoire pour parachever la mise en page.

Pour une aide détaillée, merci de consulter Aide:Wikification.
Si vous pensez que ces points ont été résolus, vous pouvez retirer ce bandeau et améliorer la mise en forme d'un autre article.
Luc 24 est le vingt-quatrième et dernier chapitre de l'Évangile selon Luc dans le Nouveau Testament de la Bible Chrétienne. L'auteur du livre contenant ce chapitre est anonyme, mais la tradition chrétienne primitive  affirmait uniformément que Luc l'Évangéliste avait rédigé cet Évangile ainsi que les Actes des Apôtres. Ce chapitre narre la découverte de la résurrection de Jésus-Christ, ses apparitions aux disciples et son ascension au ciel.

## Texte
Le texte original était écrit en koinè. Certains premiers manuscrits contenant le texte de ce chapitre sont :
- Papyrus 75 (175-225 après Jésus-Christ)
- Codex Vaticanus (325-350)
- Codex Sinaiticus (330-360)
- Codex Bezae (~400)
- Codex Washingtonianus (~400)
- Codex Alexandrinus (400-440)
- Codex Ephraemi Rescriptus (~450)

Ce chapitre est divisé en 53 versets.

## Le matin de la résurrection (24:1-12)

### Contexte
Le récit du chapitre 24 reprend les événements concluant le chapitre 23 sans discontinuer :
« C’était le jour de la Préparation de la fête, et déjà brillaient les lumières du sabbat.
Les femmes qui avaient accompagné Jésus depuis la Galilée suivirent Joseph. Elles regardèrent le tombeau pour voir comment le corps avait été placé.
Puis elles s’en retournèrent et préparèrent aromates et parfums ... Le premier jour de la semaine, à la pointe de l’aurore, les femmes se rendirent au tombeau, portant les aromates qu’elles avaient préparés.
Elles trouvèrent la pierre roulée sur le côté du tombeau. »

### Verset 1
« Le premier jour de la semaine, à la pointe de l’aurore, les femmes se rendirent au tombeau, portant les aromates qu’elles avaient préparés. »

### Verset 10

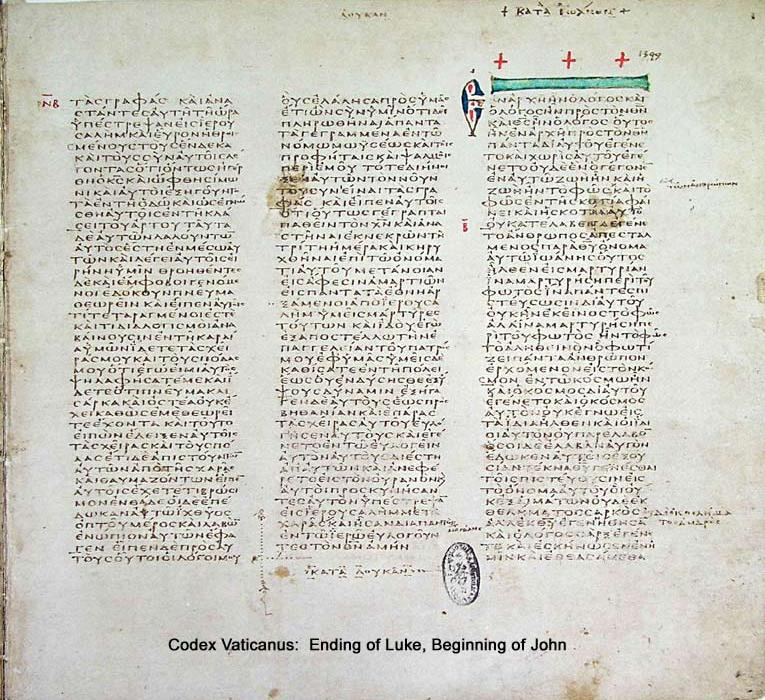
Fin de Luc et début de Jean sur la même page du Codex Vaticanus

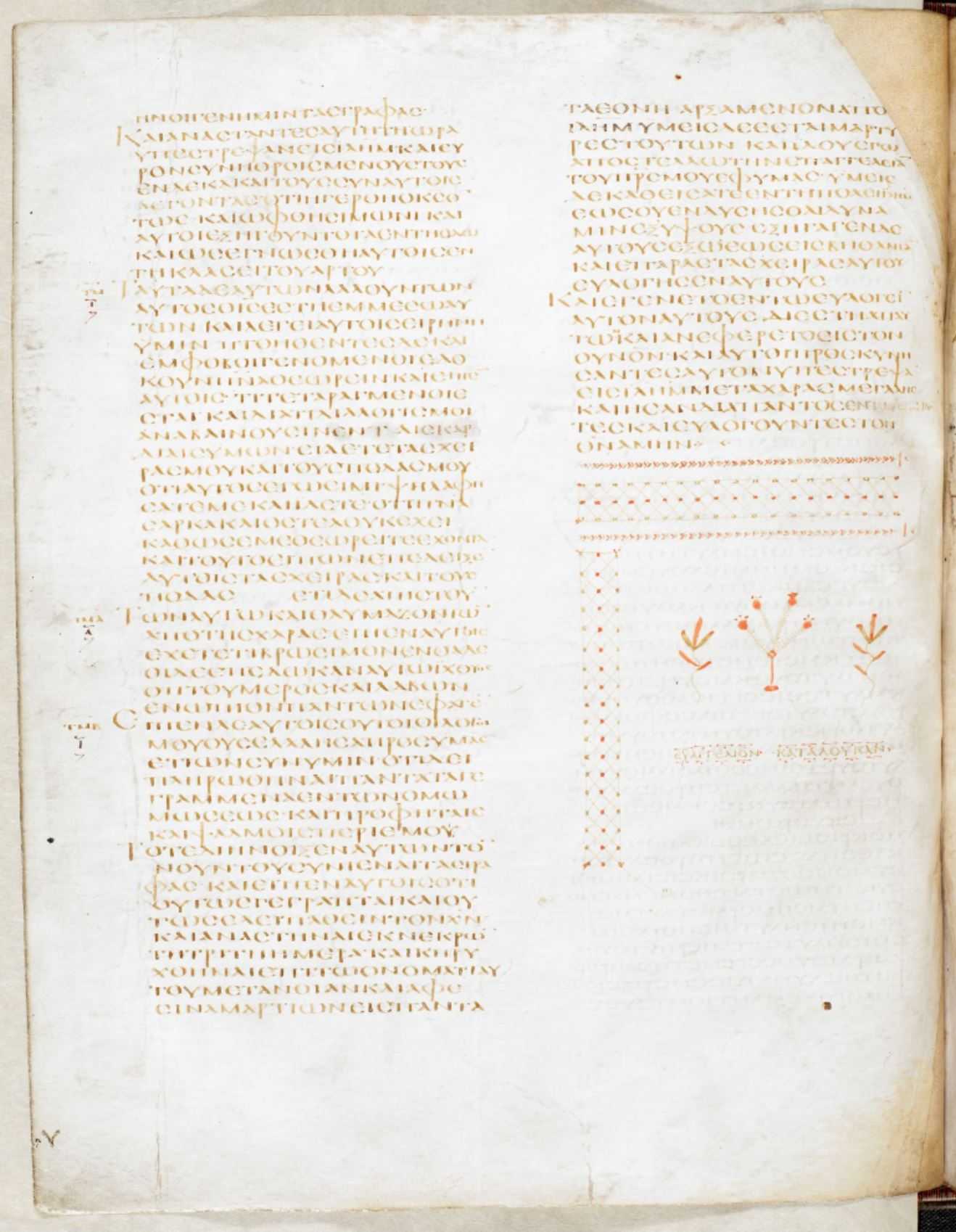
Folio 41v du Codex Alexandrinus contenant la fin de l'Évangile selon Luc.

"Les femmes qui le suivaient depuis la Galilée" incluaient Marie Madeleine, Jeanne, et Marie mère de Jacques ; les autres femmes qui les accompagnaient".
« C’étaient Marie Madeleine, Jeanne, et Marie mère de Jacques ; les autres femmes qui les accompagnaient disaient la même chose aux Apôtres. »
Les noms de certaines femmes sont mentionnés dans les évangiles canoniques, mais seul l'évangile selon Luc mentionne Jeanne, insinuant que Luc reçoit son information particulière de "l'une (très probablement Jeanne) ou plusieurs" femmes. Dans Luc 8:1-3 Marie appelée Madeleine, Jeanne la femme de Chouza, et Suzanne sont nommées comme femmes qui fournissaient une subsistance matérielle à Jésus lors de ses voyages, ainsi que d'autres femmes non nommées.
Tandis que Matthieu, Marc et Jean mentionnaient les noms des femmes présentes à la croix, seul Luc les mentionne comme "les femmes qui le suivaient depuis la Galilée" (Luc 23:49), mais le nom des femmes à la fin de cette histoire de la visite des femmes au tombeau vide (Luc 24:10). Les deux passages avec les noms de certaines femmes à côté de la mention des "douze" et "apôtres", respectivement (Luc 8:1-3 et Luc 24:10), "forment une inclusion littéraire" qui met entre parenthèses la majeure partie du ministère de Jésus (en laissant de côté seulement la première partie).

### Verset 12
« Alors Pierre se leva et courut au tombeau ; mais en se penchant, il vit les linges, et eux seuls. Il s’en retourna chez lui, tout étonné de ce qui était arrivé. »
Ce verset et le verset 34, «Le Seigneur est réellement ressuscité : il est apparu à Simon-Pierre», suggèrent que Pierre (seul) est allé au tombeau, alors que le verset 24, Quelques-uns de nos compagnons sont allés au tombeau, et ils ont trouvé les choses comme les femmes l’avaient dit, implique plus qu'une personne.
Le bibliste américain Kim Dreisbach déclare que le grec : οθονια (othonia), est traduit ici par "étoffes en lin", est "un mot d'un sens incertain ... probablement mieux traduit par un pluriel générique pour des vêtements de tombeau". Le même mot est employé en Jean 19:40.

## La route d'Emmaüs (24:13-35)
Luc 24:13-35 décrit l'apparition de Jésus aux deux disciples qui marchent de Jérusalem à Emmaüs, qui est dit être à 60 stades (10.4 à 12 km, selon la définition du stade que l'on utilise) de Jérusalem. Un des disciples est nommé Cléophas (verset 18), tandis que son compagnon demeure non nommé.

## Jésus apparaît aux apôtres (24:36-49)

### Verset 36
« Comme ils en parlaient encore, lui-même fut présent au milieu d’eux, et leur dit : « La paix soit avec vous ! »
- « La paix soit avec vous ! » : traduisant la phrase grecque εἰρήνη ὑμῖν, eirēnē hymin[5], qui est une traduction littérale de la salutation juive coutumière שָׁלוֹם לָכֶם, shalom lekom (cf. Matthieu 10:12 ; Luc 10:5)[6]. Ce récit s'accorde avec Jean 20:19, qui note que "les portes du lieu où se trouvaient les disciples étaient verrouillées par crainte des Juifs".

### Verset 37
« Saisis de frayeur et de crainte, ils croyaient voir un esprit. »

## L'ascension de Jésus (24:50-53)

### Verset 51
« Or, tandis qu’il les bénissait, il se sépara d’eux et il était emporté au ciel. »
Les mots "et il était emporté au ciel" ne sont pas inclus dans certains textes anciens de l'évangile.

### Verset 53
« Et ils étaient sans cesse dans le Temple à bénir Dieu. »

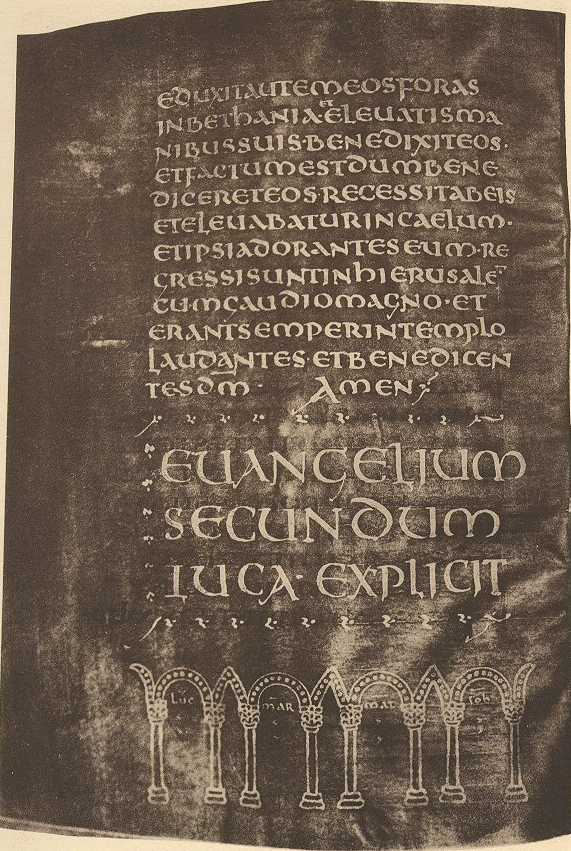
La fin (explicite) de l'Évangile selon Luc dans le Codex Brixianus du VIe siècle.

L'évangile selon Luc se termine là où il a commencé, dans le temple.
La Bible du roi Jacques se termine par le mot "Amen", suivant le Textus receptus, mais des éditions critiques modernes du Nouveau Testament exclut ce mot, comme le font beaucoup de traductions anglaises modernes. Dans le Codex Bezae de Bèze, il y avait ces mots ajoutés : 
« L'Évangile selon Saint Luc a été publié quinze années après l'ascension du Christ, une tradition également connue au onzième siècle par l'archevêque Byzantin Théophylacte d'Ohrid. »
| Luc 24                        | Luc 24             |
| ----------------------------- | ------------------ |
|                               |                    |
| Livre                         | Évangile selon Luc |
| Catégorie                     | Évangile           |
| Partie de la Bible Chrétienne | Nouveau Testament  |

## Voir également
- Ascension de Jésus
- Pèlerins d'Emmaüs
- Apparition sur le chemin d'Emmaüs
- Reliques attribuées à Jésus